# Cloniophorus viridis
Cloniophorus viridis är en skalbaggsart som beskrevs av Aurivillius 1913. Cloniophorus viridis ingår i släktet Cloniophorus och familjen långhorningar. Inga underarter finns listade i Catalogue of Life.